# استیون سنت. کرویکس
استیون سنت. کرویکس (انگلیسی: Steven St. Croix؛ زاده ۲۴ فوریهٔ ۱۹۶۸) یک بازیگر پورنوگرافی اهل ایالات متحده آمریکا است.
از فیلم‌ها یا برنامه‌های تلویزیونی که وی در آن نقش داشته‌است می‌توان به دزدان دریایی۲ اشاره کرد.